# Piss Christ
Piss Christ (in italiano "Cristo di piscio") è una fotografia realizzata nel 1987 dal fotografo statunitense Andres Serrano.

## Descrizione
La foto raffigura un piccolo crocefisso di plastica immerso in un bicchiere di vetro contenente l'urina (volgarmente nota come piscio) dell'autore.
Ovviamente uno dei messaggi contenuti nell'opera è di intenzione provocatoria.
L'opera ha vinto, nel 1989, il premio Awards in the Visual Arts messo in palio dal Southeastern Center for Contemporary Art e sponsorizzato dal National Endowment for the Arts, un ente governativo statunitense che tutela e finanzia progetti a cui è riconosciuta un'eccellenza artistica. L'opera è stata danneggiata da cattolici il 17 aprile 2011 durante la sua esposizione ad Avignone, in Francia.
Nel corso degli anni, Serrano ha realizzato opere analoghe come Madonna and Child II (Madonna e Bambino II, 1989): una stampa ilfochrome il cui soggetto è anch'esso immerso nell'urina, ma non nota quanto Piss Christ.

## Controversie
L'esposizione dell'opera, nel 1989, suscitò ampio scandalo negli Stati Uniti; tra i suoi principali detrattori vi furono i senatori repubblicani Al D'Amato e Jesse Helms che portarono il dibattito nell'aula del senato; in un discorso tenuto il 18 maggio 1989 al Senato degli Stati Uniti, i due parlamentari accusarono l'opera di volgarità e blasfemia, e che il premio di 15.000 dollari ottenuto da Serrano per Piss Christ violava il principio di separazione tra stato e chiesa, in quanto finanziato con denaro pubblico da parte di un ente federale (il National Endowment for the Arts). I sostenitori dell'opera, al contrario, la definirono un significativo esempio di libertà di parola e di espressione in campo artistico; tra i suoi difensori vi fu anche la suora e critico d'arte inglese Wendy Beckett secondo la quale Piss Christ non aveva un intento blasfemo, ma rappresentava il modo in cui la società contemporanea si poneva nei riguardi di Cristo e dei valori che rappresenta.
Nel 1997, la polemica riesplose in Australia in occasione di una retrospettiva dedicata a Serrano presso la National Gallery of Victoria, quando l'arcivescovo cattolico di Melbourne, George Pell, cercò inutilmente di ottenere una ingiunzione da parte della Corte Suprema dello stato di Victoria che impedisse l'esposizione della foto ritenuta blasfema. Nei giorni successivi, alcuni vandalismi che danneggiarono l'opera condussero la National Gallery alla decisione di annullare la mostra su Serrano per le preoccupazioni sulla sicurezza di un'esposizione contemporanea su Rembrandt.
Nel 2006 Piss Christ ha fatto parte di Down by Law, un'esposizione nell'ambito della Biennale di Whitney a New York.
Nell'aprile del 2011 l'esposizione dell'opera ad Avignone nel contesto della manifestazione "I Believe in Miracles" non ha mancato di sollevare polemiche e manifestazioni di protesta, culminate il giorno 16 con una marcia organizzata di un migliaio di persone che hanno attraversato la città fino a raggiungere il museo. Il giorno successivo, quattro giovani sono entrati nel museo stesso minacciando ed immobilizzando le due guardie, hanno infranto il vetro protettivo ed hanno danneggiato irrimediabilmente la foto. È stata vandalizzata anche una seconda fotografia dello stesso autore, raffigurante una monaca in meditazione.

## Influenza culturale
Quest'opera è stata spesso utilizzata come banco di prova della libertà di espressione: la rivista Arts & Opinion la descrive, per esempio, come «uno scontro che vede da una parte gli interessi degli artisti sulla libertà di espressione, e dall'altra l'offesa che tali opere potrebbero causare ad una parte della comunità».
Nel 1991 la controversia su Piss Christ è stata riassunta nel documentario Damned in the USA della BBC e l'opera è stata più volte citata in letteratura come nel libro di satira When You Ride Alone You Ride with bin Laden di Bill Maher.